# Leszek Konopski
Leszek Konopski (ur. 1952, zm. 20 czerwca 2019) – polski chemik, dr hab. inż.

## Życiorys
29 marca 1993 habilitował się na podstawie oceny dorobku naukowego i pracy zatytułowanej Anomalia w obszarze jonu molekularnego w widmach masowych otrzymywanych techniką bombardowania elektronami, a potem otrzymał nominację na profesora nadzwyczajnego Instytutu Przemysłu Organicznego.
Pełnił funkcję sekretarza naukowego w tymże Instytucie, oraz członka Ministerstwa Nauki i Szkolnictwa Wyższego (Zespół Specjalistyczny, Interdyscyplinarny, Doradczy i Zadaniowe Ministra) i Zespołu Interdyscyplinarnego do spraw Programu Wspierania Infrastruktury Badawczej w ramach Funduszu Nauki i Technologii Polskiej.

## Publikacje
- 1992: Electron Impact Mass Spectra of Some Tertiary Aliphatic Nitro Compounds, Nitrocarbonyl Compounds and Some Analogues[1]
- 1995: Origin of MH+ Ions in Electron Impact Mass Spectra of Tertiary Nitrosonitriles[1]
- 1995:, 2-Trichloromethylbenzimidazole, a New Dyeing Reagent for Thin-Layer Chromatography – Chromogenic Reactions with Five Membered Heteroaromatic Compounds with Condensed Benzene Ring[1]
- 2008: Quantitative Structure-Properties Relationship in Stilbene Triazine Optical Brightener Design[1]
- 2011: A simple and efficient synthesis of [D10]deuterated bromfenvinphos by Perkow reaction[1]
- 2013: OPCW Proficiency Test – a practical approach also for inter-laboratory test on detection and identification of pesticides in environmental matrices[1]